# Палац графині Паніної
Палац графині Паніної (Голіцинський палац, Палац «Гаспра») — палацовий ансамбль на території селища Гаспра, в Криму. Використовується як санаторій «Ясна Поляна».

## Будівництво
Першою з російської знаті влаштувалася в Криму, в маєтку Кореїз, княгиня Анна Сергіївна Голіцина, відома своїми містичними пошуками. Всіляко підтримував її в цих прагненнях тезко за прізвищем, князь Олександр Миколайович Голіцин (1773—1844), який мав великий вплив на імператора Олександра I.
На прохання свого однодумця Ганна Сергіївна в 1831-36 роках. наглядала за будівництвом його палацу, куди він розраховував переселитися у похилому віці. На честь власника маєток отримав назву Олександрія, або Кастель (від англ. Castle — «замок»). Зразком для панського будинку послужив Алупкинський палац, що будувався практично одночасно тим же архітектором, Вільямом Гунтом.
Голіцинський палац може служити зразком архітектурних смаків епохи романтизму, заворожений європейським середньовіччям і особливо готикою. Подібно Алупкинському, палац у Гаспрі складний з місцевого сірого вапняку. Його відрізняють стрілчасті вікна і масивні триярусні восьмигранні бічні вежі, загальною площею 144 кв. м і висотою у 20 аршин, увінчані зубцями та повиті плющем. Облаштуванням парку займався садівник Людвіг Кремер.
У 1843 році князь Голіцин нарешті вийшов у відставку з державної служби та приїхав доживати свій вік в Гаспру, де через рік його убив апоплексичний удар. Під кінець життя за князем доглядала літня неодружена сестра, Єлизавета Кологривова. Своїми спадкоємцями він оголосив сестру і племінника, які пережили його всього на кілька років. Похований перший власник Гаспри в Георгіївському монастирі.

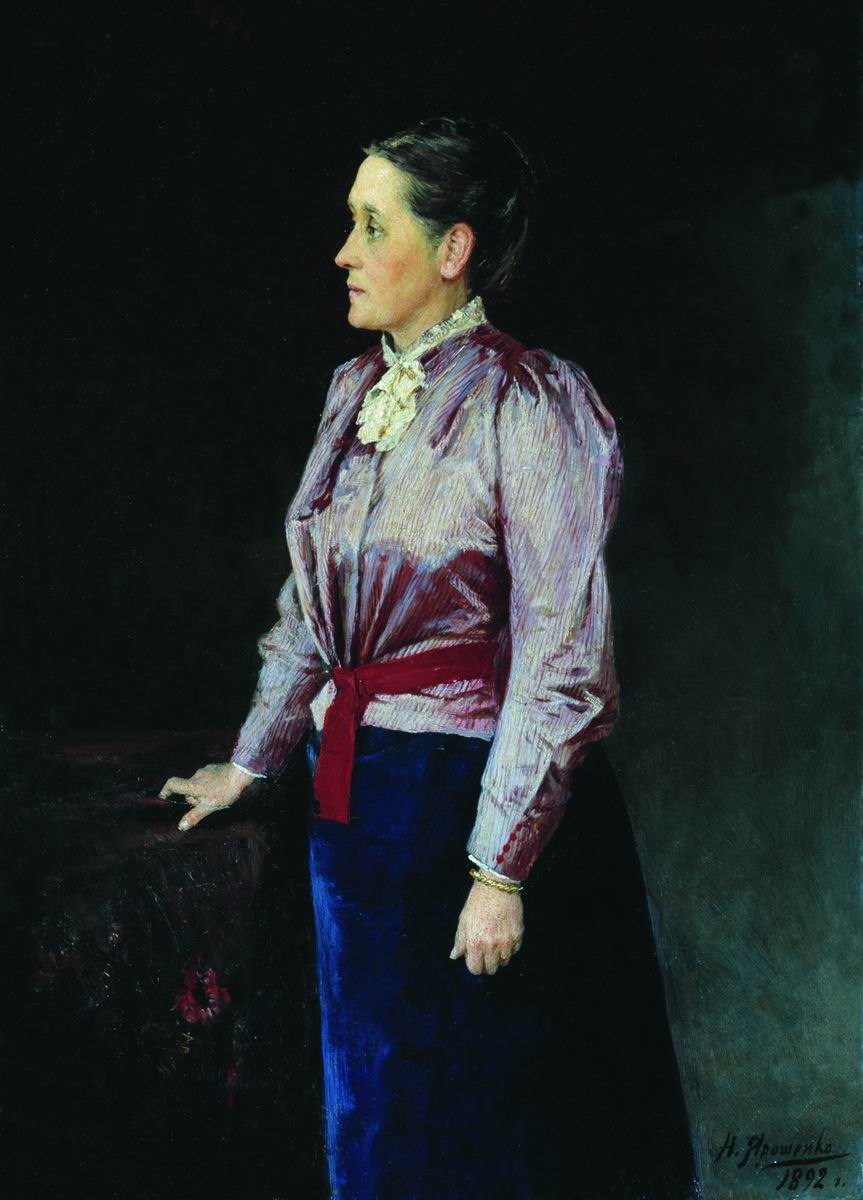
Графиня Софія Паніна (1871—1956)

## Палац графині Паніної
Після Кримської війни занепалий маєток придбав великий князь Микола Миколайович Старший. Проте вже в 1865 році Гаспра з невідомих причин була продана графу Володимиру Васильовичу Левашову і його дружині Ользі Вікторівні, уродженій графині Паніній.
У самому кінці XIX століття Ольга Вікторівна наполягла на тому, щоб маєток було передано її енергійній племінниці Софії Володимирівні Паніній. Працями молодої графині були відновлені вежі, оновлена покрівля та фасади, збудовані оранжерея і будиночки для гостей.
Графиня Паніна, яка мала підприємницьку жилку, здавала палац як дачу заможним особам. З вересня 1901 по липень 1902 тут жив Лев Толстой, який працював у Гаспрі над повістю «Хаджі-Мурат». В гості до нього приїздили Чехов, Горький, Купрін, Шаляпін. Перед від'їздом з Росії в Гаспрі побував Володимир Набоков.
Після Жовтневої революції палац було націоналізовано. У 1922 році він був відданий під санаторій, нині — санаторій матері та дитини «Ясна Поляна». У 1923 році народний поет Білорусі Янка Купала написав тут цикл віршів «Крим».
У будівлі палацу зберігається музейна кімната Л. Толстого. За часів Толстого в палаці було 8 зовнішніх дверей, 19 «готичних» вікон і 8 балконних, 8 голландських печей і 4 каміни, 4 прихожі, 12 житлових кімнат. Внизу були чотири просторі кімнати, сполучених з великим холом. Толстой проводив час на нижній терасі, на якій стояв гарнітур плетеної в зелену сітку меблів, безліч канапок, стільців, крісел, столів, канапка.